# Julian Seward
Julian Seward es un escritor de compiladores británico y colaborador de software libre que vive en Stuttgart. Es comúnmente conocido por crear la herramienta de compresión Bzip2 en 1996, así como el conjunto de herramientas de depuración de memoria valgrind fundado en 2000. En 2006, ganó un segundo premio Google-O'Reilly Open Source por su trabajo en Valgrind.
Julian actualmente trabaja en Mozilla.

## Contribuciones
- Bzip2 (1996), un compresor de datos
- Cacheprof (1999), una herramienta para localizar las fuentes de errores de caché D
- Valgrind un depurador de memoria